# CM-210
La CM-210 es una carretera autonómica de primer orden de Red de Carreteras de la Junta de Comunidades de Castilla-La Mancha (España) que transcurre entre Villar de Domingo García (Cuenca) y el límite de la provincia de Guadalajara con la de Zaragoza por Milmarcos, donde enlaza con la A-202. 
Es una carretera convencional de una sola calzada con un carril por sentido. Atraviesa el parque natural del Alto Tajo además de las localidades de Torralba, Albalate de las Nogueras, La Frontera, Cañamares, Cañizares, Beteta y Cueva del Hierro en la provincia de Cuenca, y Poveda de la Sierra, Almallá, Molina de Aragón, Rueda de la Sierra, Cillas y Milmarcos en la provincia de Guadalajara.